# ド・モルガン・メダル
ド・モルガン・メダル（英: De Morgan Medal）はロンドン数学会より贈られる数学賞。三年ごとの1月1日に、主にイギリス在住の数学者に授与される。同協会の最も有名な賞であり、初代会長であったオーガスタス・ド・モルガンを追悼している。

## 受賞者
- 1884 アーサー・ケイリー
- 1887 ジェームス・ジョセフ・シルベスター
- 1890 ジョン・ウィリアム・ストラット
- 1893 フェリックス・クライン
- 1896 サミュエル・ロバーツ
- 1899 ウィリアム・バーンサイド
- 1902 アルフレッド・ジョージ・グリーンヒル
- 1905 ヘンリー・フレデリック・ベイカー
- 1908 ジェームズ・ウィットブレッド・リー・グレイシャー
- 1911 w:Horace Lamb
- 1914 ジョゼフ・ラーモア
- 1917 ウィリアム・ヘンリー・ヤング
- 1920 アーネスト・ウィリアム・ホブソン
- 1923 パーシー・アレクサンダー・マクマホン
- 1926 オーガストゥス・ラブ
- 1929 ゴッドフレイ・ハロルド・ハーディ
- 1932 バートランド・ラッセル
- 1935 エドマンド・テイラー・ホイッテーカー
- 1938 ジョン・エデンサー・リトルウッド
- 1941 ルイス・モーデル
- 1944 シドニー・チャップマン
- 1947 ジョージ・ネビル・ワトソン
- 1950 w:A. S. Besicovitch
- 1953 E. C. Titchmarsh
- 1956 G・I・テイラー
- 1959 ウィリアム・ホッジ
- 1962 マックス・ニューマン
- 1965 w:Philip Hall
- 1968 w:Mary Cartwright
- 1971 w:Kurt Mahler
- 1974 w:Graham Higman
- 1977 C. Ambrose Rogers
- 1980 マイケル・アティヤ
- 1983 クラウス・フリードリッヒ・ロス
- 1986 w:J. W. S. Cassels
- 1989 w:D. G. Kendall
- 1992 w:Albrecht Fröhlich
- 1995 w:W. K. Hayman
- 1998 w:R. A. Rankin
- 2001 J. A. Green
- 2004 ロジャー・ペンローズ
- 2007 ブライアン・バーチ
- 2010 w:Keith William Morton
- 2013 ジョン・G・トンプソン
- 2016 ウィリアム・ティモシー・ガワーズ
- 2019 アンドリュー・ワイルズ
- 2022 w:John M. Ball
- 2025 ナイジェル・ヒッチン